# Pentagonia veraguensis
Pentagonia veraguensis är en måreväxtart som beskrevs av John Duncan Dwyer. Pentagonia veraguensis ingår i släktet Pentagonia och familjen måreväxter. Inga underarter finns listade i Catalogue of Life.